# Physikalisch-Technische Bundesanstalt
O Physikalisch-Technische Bundesanstalt (PTB) e o instituto nacional de metrologia da Alemanha. Tem como objetivos o desenvolvimento da metrologia para as ciências, a técnica e a sociedade. Foi fundado em 1887.
O PTB tem duas sedes principais, em Berlim e Braunschweig.

## História
O PTB foi criado originalmente em 1887 com a denominação Physikalisch-Technische Reichsanstalt (PTR), Instituto Imperial de Física e Tecnologia, em Charlottenburg, por iniciativa de Werner von Siemens, Hermann von Helmholtz e Karl Heinrich Schellbach.
Até 1934 permaneceu sob a supervisão do Reichsinnenministerium, Ministério do Interior do Reich, e a partir de então do Reichserziehungsministerium, Ministério da Educação do Reich. Atualmente é subordinado ao Ministério da Economia e Tecnologia da Alemanha.

## Presidentes
Presidentes do PTB e do Physikalisch-Technische Reichsanstalt (Berlim-Charlottenburg):
1. a partir de 1888: Hermann von Helmholtz, Presidente Fundador
2. 1895–1905: Friedrich Kohlrausch
3. 1905–1922: Emil Warburg
4. 1922–1924: Walther Nernst
5. 1924–1933: Friedrich Paschen
6. 1933–1939: Johannes Stark
7. 1939–1945: Abraham Esau
8. 1945: por pouco tempo até a extinção do PTR Wilhelm Steinhaus
9. 1947: Refundação em Braunschweig, presidente interino Martin Grützmacher
10. 1948–1950: Wilhelm Kösters
11. 1951–1961: Richard Vieweg
12. 1961–1969: Martin Kersten
13. 1970–1975: Ulrich Stille
14. 1975–1995: Dieter Kind
15. 1995–2011: Ernst Otto Göbel
16. a partir de 2012: Joachim Ullrich[2]